# Liga de Montenegro de balonmano
Primera División de Montenegro de balonmano (en montenegrino: Prva Liga Muška) es la competición de clubes más importante de balonmano en Montenegro. Está organizada y regulada por la Federación de Balonmano de Montenegro. Se encuentra en vigencia desde la independencia obtenida por Serbia y Montenegro en 2006.

## Palmarés
| Temporada | campeones              | Subcampeones          | Tercero               |
| --------- | ---------------------- | --------------------- | --------------------- |
| 2006–07   | RK Lovćen Cetinje      | RK Berane             | RK Sutjeska Niksic    |
| 2007–08   | RK Berane              | RK Lovćen Cetinje     | RK Sutjeska Niksic    |
| 2008–09   | RK Budućnost Podgorica | RK Lovćen Cetinje     | RK Sutjeska Niksic    |
| 2009–10   | RK Budućnost Podgorica | RK Sutjeska Niksic    | RK Lovćen Cetinje     |
| 2010–11   | RK Mojkovac            | RK Lovćen Cetinje     | RK Sutjeska Niksic    |
| 2011-12   | RK Lovćen Cetinje      | RK Mojkovac           | RK Sutjeska Niksic    |
| 2012-13   | RK Lovćen Cetinje      | RK Mojkovac           | RK Budvanska rivijera |
| 2013-14   | RK Lovćen Cetinje      | RK Budvanska rivijera | RK Partizan Tivat     |
| 2014-15   | RK Lovćen Cetinje      | RK Budvanska rivijera | RK Partizan Tivat     |
| 2015-16   | RK Budvanska rivijera  | RK Lovćen Cetinje     | RK Partizan Tivat     |
| 2016-17   | RK Partizan Tivat      | RK Lovćen Cetinje     | RK Mojkovac           |

## Títulos por club
| Club                        | títulos | Subcampeones | Años                             |
| --------------------------- | ------- | ------------ | -------------------------------- |
| RK Lovćen Cetinje           | 5       | 5            | 2007 , 2012 , 2013 , 2014 , 2015 |
| RK Budućnost Podgorica      | 2       | -            | 2009 , 2010                      |
| RK Budvanska rivijera Budva | 1       | 2            | 2016                             |
| RK Berane                   | 1       | 1            | 2008                             |
| RK Mojkovac                 | 1       | 2            | 2011                             |
| RK Partizan Tivat           | 1       | 0            | 2017                             |
| RK Sutjeska Niksic          | 0       | 1            |                                  |